# Alfabeto mandeo
El alfabeto mandeo está basado en el alfabeto arameo y fue usado para escribir el idioma mandeo. A partir de las primeras letras de su alfabeto los mandeos llamaron a su escritura abadaga o abaga. A diferencia de los nombres dados a las letras en las antiguas lenguas semíticas (aleph, beth, gimel), las letras mandeas eran conocidas por â, bâ, gâ, y así sucesivamente.
El alfabeto consta de veinticuatro letras: las veintidós letras del alfabeto arameo y dos adicionales al final. Como el número veinticuatro es auspicioso para los mandeanos (es el número de horas de un día) estas letras son algo artificiales. La vigesimotercera letra es adu y la vigesimocuarta es una repetición de la a encontrada al principio. Según los mandeanos, de esta forma perfeccionaron el alpha y omega. El sentido de la escritura es de derecha a izquierda, similar al árabe y al hebreo. 
A diferencia de la mayoría de los otros alfabetos semíticos, las vocales eran usualmente escritas siempre. La primera y última letra a era usada para representar una serie de vocales abiertas. La sexta letra wa, era usada para vocales cerradas traseras (u, o), la décima letra ya, era usada para vocales cerradas frontales (e, i). estas últimas dos pueden también servir para las consonantes w/v e y. La octava letra corresponde a la semítica heth y es siempre pronunciada como una i larga, sin embargo, era raramente usada y se cree que era una representación sagrada del ojo de Dios. Una situación similar ocurría con decimosexta letra, ayn.
Los mandeos post-clásicos y modernos usan numerosas palabras persas. Cuatro letras adicionales son usadas para escribir palabras no clásicas. Estas son, de hecho, simples modificaciones de las letras canónicas. No se considera que estas letras formen parte del alfabeto por lo que la suma continúa siendo de veinticuatro y no veintiocho. 
En el estándar de codificación de caracteres Unicode, el alfabeto, puntuación y diacríticos se pueden encontrar en el intervalo U+0840 a U+085F.

## Unicode
El alfabeto mandeo fue añadido al estándar Unicode en octubre de 2010, en la versión 6.0.
El bloque Unicode para el mandeo es U+0840–U+085F:
| Mandeo Official Unicode Consortium code chart (PDF)                |   |   |   |   |   |   |   |   |   |   |   |   |   |   |   |   |
|                                                                    | 0 | 1 | 2 | 3 | 4 | 5 | 6 | 7 | 8 | 9 | A | B | C | D | E | F |
| U+084x                                                             | ࡀ | ࡁ | ࡂ | ࡃ | ࡄ | ࡅ | ࡆ | ࡇ | ࡈ | ࡉ | ࡊ | ࡋ | ࡌ | ࡍ | ࡎ | ࡏ |
| U+085x                                                             | ࡐ | ࡑ | ࡒ | ࡓ | ࡔ | ࡕ | ࡖ | ࡗ | ࡘ | ࡙  | ࡚  | ࡛  |   |   | ࡞ |   |
| Notas 1.Unicode versión 13.0 2.Las áreas grises no están asignadas |   |   |   |   |   |   |   |   |   |   |   |   |   |   |   |   |